# هنورث، نورفک
هنورث (به انگلیسی: Hanworth) یک روستا و محله مدنی در بریتانیا است که در North Norfolk واقع شده‌است. هنورث ۸٫۷۴ کیلومتر مربع مساحت و ۱۶۹ نفر جمعیت دارد.